# Álvaro Muñoz
Álvaro Muñoz Borchers (Ávila, Castilla y León, 25 de noviembre de 1990) es un baloncestista español. Con 1,96 m de estatura, juega en la posición de alero para el palencia baloncesto
Es nieto de Feliciano Rivilla, mítico jugador del Atlético de Madrid, y campeón con España de la Eurocopa 1964.

## Trayectoria
Formado en la cantera del Óbila Club de Basket.
[actualizar]
En 2016 firma por el Walter Tigers Tübingen alemán.
En 2025 firma por el Súper Agropal Palencia de la Primera Feb tras 6 años de capitanía en el Monbús Obradoiro
¡A ascender! ¡Equipazo!
[actualizar]

## Palmarés
- 2010. España. Europeo Sub-20, en Croacia. Bronce